# 马力欧 (角色)
马力欧（中国大陆旧译）是日本游戏设计师宫本茂设计的一个任天堂公司的电子游戏瑪利歐系列作品中的主角，同时也是该公司的吉祥物。出生于平面像素图像时代，他现在的相貌是由多边形造型技术而渲染成的3D建模。因为他与雙胞胎弟弟路易吉常被称为“马力欧兄弟”（Mario Bros），加之马力欧的全名在一些产品上标为“马力欧·马力欧”（Mario Mario），多人猜测他们的姓氏也是“马力欧”。但是在1980年代，北美任天堂陈述马力欧和路易吉没有姓氏。

瑪利歐帽子上的M字型標誌，也是他遊戲裡的正字標記

马力欧和路易吉两兄弟是留着胡子的意大利水管工人，但根据早期代理制作的動畫片和《超级马力欧兄弟》影片，马力欧和路易吉来自美国纽约市的布鲁克林。而《耀西岛》的剧情又回溯此事，这就造成了背景矛盾。
马力欧身高1米55，现居蘑菇王国，马力欧是一位矮小结实的意大利前水管工。由于多次挫败库巴绑架碧姬公主的计划，马力欧的英名传遍蘑菇王国，并影响到和周边一些国家。他的勇敢的个性、热情无畏的精神、敏捷的体格、跳跃技能、以及与碧姬公主的友情也更加巩固了他的名声。壞利歐是马力欧的反英雄对立面。
作为任天堂的吉祥物，马力欧被认为是最著名的游戏人物。除了典型的马力欧类型動作平台遊戲系列之外，马力欧还经常在赛车、体育和角色扮演等遊戲系列中担任主角或參與其他角色的分支系列。马力欧的多個相關游戏系列合計已在全球卖出超过5億份，成为了史上最成功的游戏角色之一。
除游戏外，马力欧也曾出现于《超级马力欧兄弟超级表演》动画片、《超级马力欧兄弟》真人影片、任天堂漫画、和观众选角扮演类型的儿童读物。马力欧的动画片配音是Lou Albano，影片扮演是鲍勃·霍斯金斯（Bob Hoskins）。除了游戏和影视，马力欧也有一系列的挂名商品。

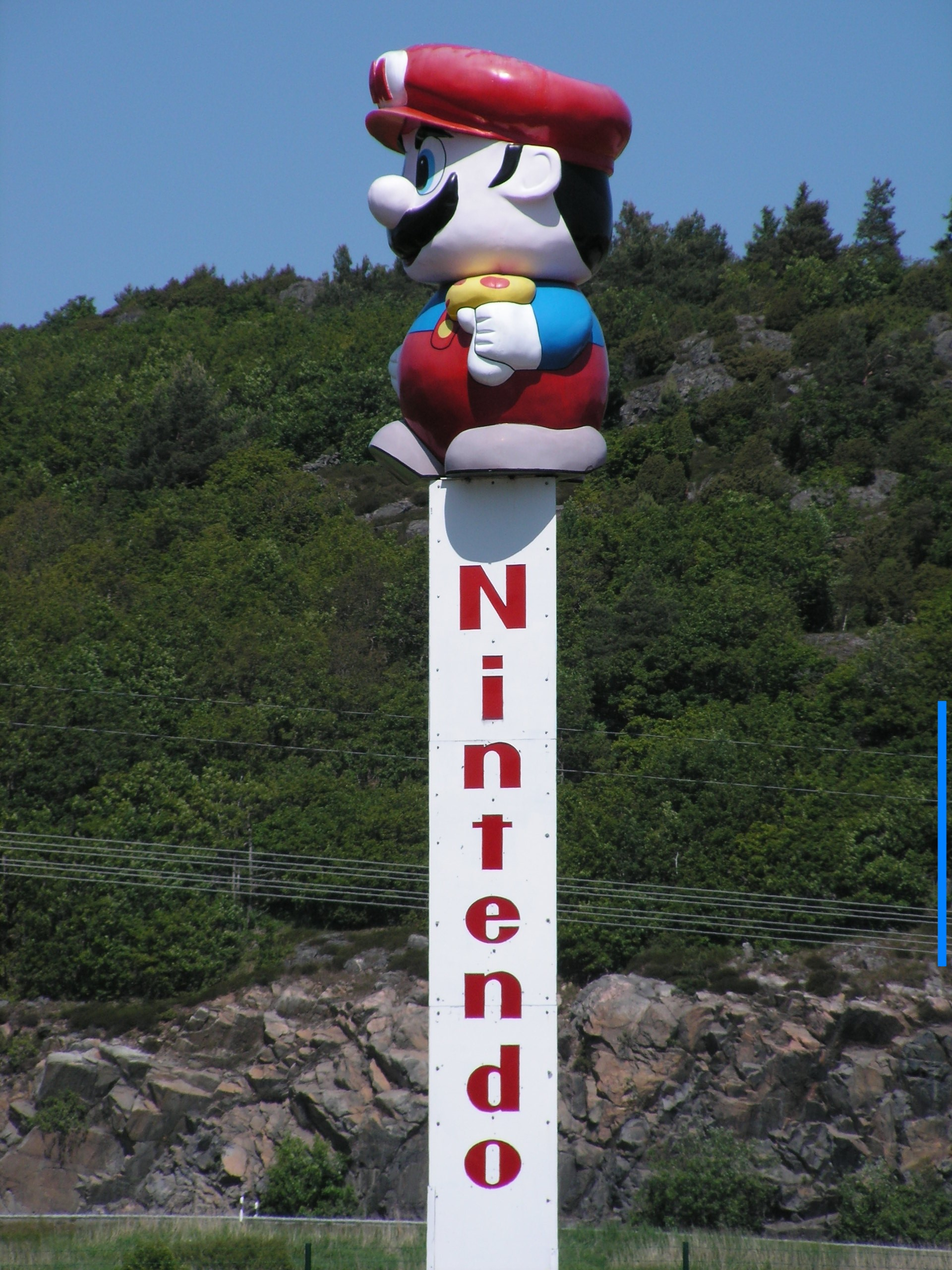
位於瑞典哈蘭省的马力欧大型塑像

## 历史
1981年，马力欧在任天堂著名作品《大金刚》中初次登场。當時他还是一个默默无闻的木匠，并没有引起人们太多的注意。1983年，马力欧正式確立水管工形象的作品《马力欧兄弟》開始引起人們注意。而真正让大家了解马力欧是在1985年红白机平台上的作品《超级马力欧兄弟》中，他的出色表演让人们永远记住了这个角色。

### 构思和创作

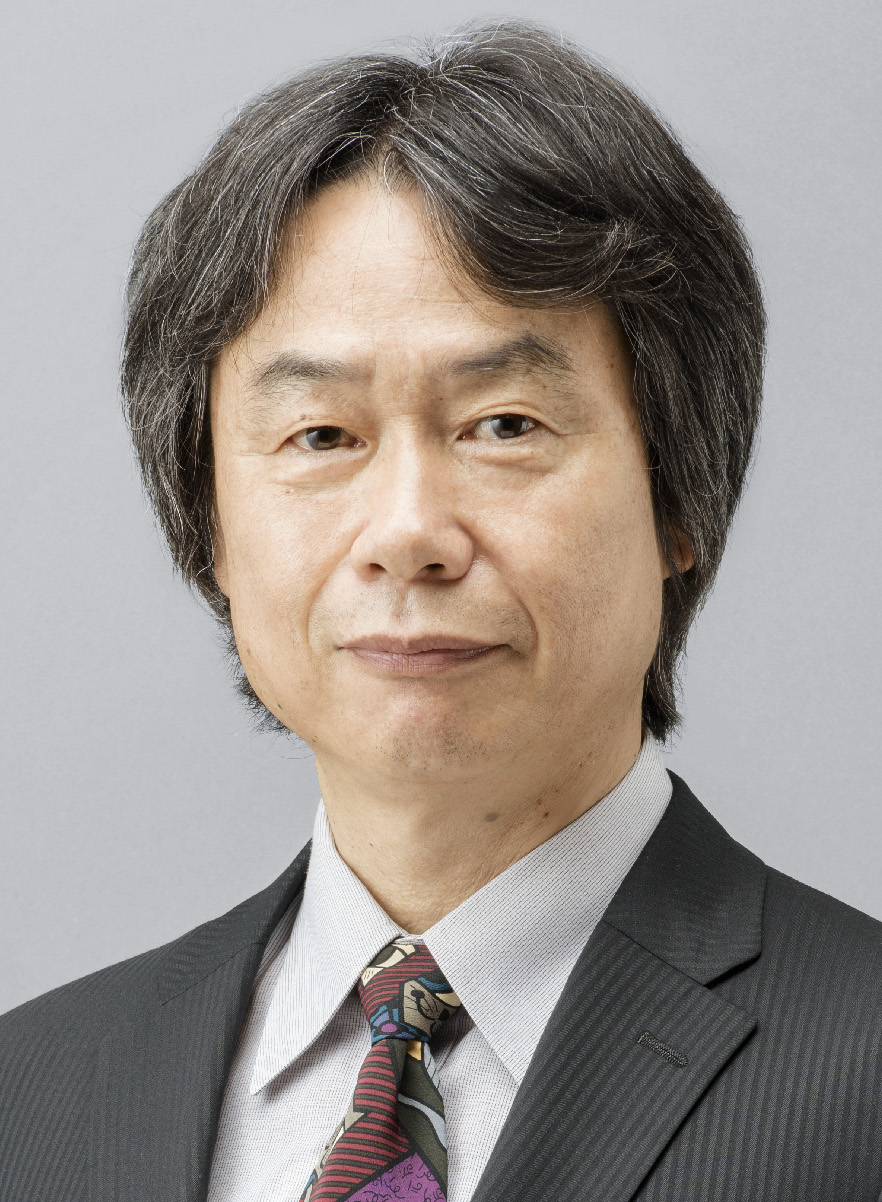
宫本茂，马力欧的創造者

马力欧第一次出现于街机游戏《大金刚》，此游戏很成功。当红白机发行时，马力欧已经有他自己的游戏——《马力欧兄弟》和革命性的《超级马力欧兄弟》。
马力欧的独特形象是起因于1980年代中期的硬件技术限制，程序设计师无法利用当时的分辨率表现出手臂摆动的动作，所以当时他的衬衫是单色的。那时也没有足够的像素来画嘴唇、耳朵、和头发，所以马力欧身着吊帶褲和帽子、留着胡须和鬓角。马力欧的创造者宮本茂接受采访时表示，由于無法制作出头发在跳跃时飄逸的動畫，所以干脆为角色加了一顶帽子。為了讓玩家能察覺马力欧手臂的動作，設計了襯衫和吊帶褲。
宫本茂希望马力欧能在未來的遊戲中擔任不同角色，因此只將他大致設定為「正義感強烈、長的不帥的中年人」。由於《马力欧兄弟》的遊戲背景是地底世界，因此马力欧被設定成水管工。宮本茂在製作《超级马力欧兄弟》時，覺得马力欧不夠高大，因此在遊戲中設計讓他有機會變大（超級）。
为了解释为何马力欧和路易吉两兄弟被称为“马力欧兄弟”，“马力欧”这姓氏（组合成“马力欧·马力欧”）出现于代理出版的动画片和《超级马力欧兄弟》影片。但是，任天堂从没有官方使用或确认此姓氏。
马力欧早就成为了任天堂的吉祥物。马力欧的主要对手是世嘉公司在1990年推出的索尼克。这两个吉祥物激烈竞争了近十年。最后竞争在2001年结束，世嘉公司放弃自己的游戏机，转用任天堂。此后，许多玩家希望这两个人物可以在同一个游戏裡出现。此愿望在2007年也就是北京奧運前一年实现了，瑪利歐和索尼克在《瑪利歐與音速小子在北京奧林匹克運動會》中同时出场，之後也就隨著夏季和冬季奧運繼續推出遊戲，形成瑪利歐與音速小子在奧林匹克運動會系列。

### 命名

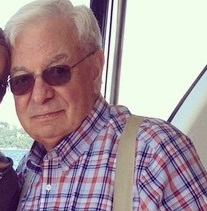
角色是以美國房地產開發商，意大利裔美國人瑪利歐·西加列的名字命名

最开始，马力欧的名字是「Jumpman」（跳躍者），而马力欧这名字首次出现于《大金刚》美国版的传单上。其來由源自於：1981年初（該年任天堂美國分公司剛成立一年）開發《大金刚》期間，有一天任天堂美国辦公室的房东瑪利歐·西加列（Mario Segale，意大利裔美國人）登門，質問任天堂美國為何積欠房租甚久未繳。在他離去後，任天堂美國的員工發覺這位房東的長相與「Jumpman」很像，因此就把「Jumpman」命名為瑪利歐了。改名后，好几个马力欧游戏都有显示先前的「Jumpman」这个名字，如《纸片马力欧RPG》和《马里奥篮球 3对3》。

### 中文译名
译名问题是「Mario」在华语地区遇到的严重问题。在中国大陆和台湾最早出现的名称是「玛利」，而在香港最早出现的名称是「瑪利奧」，这个词源自于第一批进口马力欧系列游戏的商人的翻译。其他的一些名称例如玛莉、马肉等皆为中国盗版商的翻譯名稱。
“Mario”的音标是[mærIo]，《英语姓名译名手册》選擇的翻法为马里奥，在《牛津高阶英汉双解词典》（第六版）中也選用马里奥作為翻譯，所以「马里奥」这个译名在中国大陆得到认可并广泛使用。若以日語假名的拼法來念ri，則念法會很像是li，于是就有了宫本茂在一次接受采访时提到“马力欧”的发音更接近英文，也就有了「马力欧」这个译名，任天堂於中国的子公司神游科技也把官方译名定为「马力欧」。
2010年，随着马力欧系列第一部官方繁体中文化作品《新 超級瑪利歐兄弟Wii》的推出，其台湾和香港官方译名定名为“瑪利歐” 。

### 配音

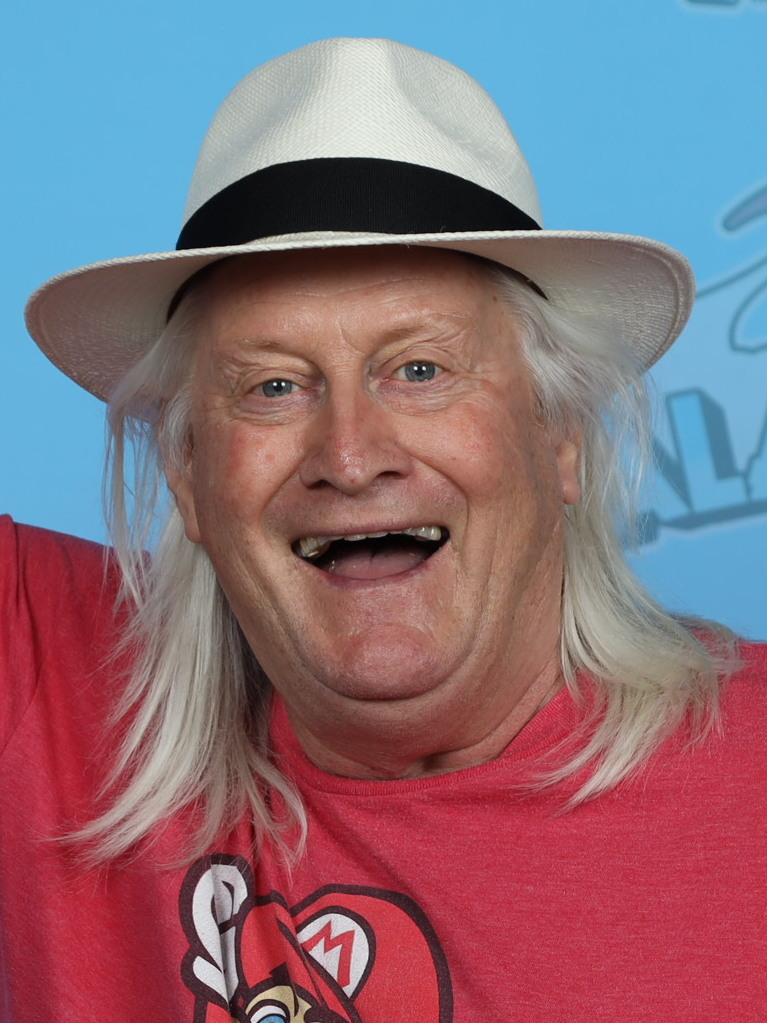
查爾斯·馬爾蒂內，由1990年起至2023年間為马力欧的配音員，目前擔任马力欧親善大使

马力欧的首任配音員是來自美國的查爾斯·馬爾蒂內，他也是路易吉、壞利歐和壞路易吉的配音。第二任马力欧的配音員是來自美國的凯文·阿富汗尼，並完全取代查爾斯·馬爾蒂內為路易吉、壞利歐和壞路易吉的配音。

## 特性

### 面貌
多年来，马力欧的基本形象几乎没有变化：矮矮的身材、戴着一顶“M”标志的帽子、棕色头发和胡须、白色手套、蓝色背带式裤子。现在他通常在蓝色工作裤裡穿一件红衬衫，但是最初他穿蓝色衬衫和红色裤子。
马力欧的穿着有时也会随情况而变。比如，在《马力欧足球》裡他身着足球球衣。在《马力欧阳光》裡，他穿着红色短袖汗衫，而且可以佩戴一副大陽镜和夏威夷式衬衫。许多游戏也有马力欧的特别服装。

### 技能
在开发《大金刚》的时候，马力欧被称为“Jumpman”，因为他有敏捷的跳跃能力。跳跃——无论是用来移动还是用来攻击——是马力欧游戏的一个核心技能。马力欧最常用的攻击也就是跳跃落地时脚跺敌人。除了脚跺，游戏剧情还详细描述了马力欧的跳跃能力。在《超级马力欧64》中，马力欧显示出超人的力气，可以抬起、搬运和远投比他大多倍的BOSS。更加令人难忘的是与库巴搏斗时，马力欧可以抓住库巴的尾巴凌空旋转，而且可以越转越快，最后马力欧抛出库巴时的转速决定库巴可以被丢得多远，最近可能只有几米，而最远则可能飞出战场。
马力欧在游戏裡可以用种种不同的道具。在卷轴游戏裡，最突出的道具是超級蘑菇，此道具可以让马力欧變大。變大后的马力欧被称为“超级马力欧”，得到额外的生命值。另外一种常见的道具是火之花，这种道具可以把马力欧变成“火焰马力欧”让他随意的发射火焰球。无敌星可以让马力欧短时间内进入无敌状态，任何碰到他的敌人都会立即死亡。而“狸猫瑪利歐”可以长出耳朵和尾巴，使其短距离飞行并使用尾巴攻击。
马力欧在游戏裡一般不用武器，但有时会使用锤子。在《超级马力欧RPG》、《马力欧与路易吉RPG》系列和《纸片马力欧》系列裡，马力欧使用锤子来开机关、打碎障碍和攻击敌人。在《拆屋工》系列裡，马力欧用锤子来敲砖。锤子第一次出现于《大金刚》。
在一些游戏裡，马力欧可以永久学会发射火焰球的技能。比如GBA版的《马力欧与路易吉RPG》，在此游戏裡马力欧在一个寺庙裡学会丢火焰球。虽然马力欧会发射火焰球，他还是会被火烧伤的，“钢铁帽”和“无敌星”可以给他防火抵抗。

### 性格
在游戏和其它媒体裡，马力欧被描述成一位非常善良和勇敢的英雄，经常会毫不犹豫的帮助他人。不顾他自己的英雄地位，马力欧还是很温和的。作为典型的意大利人，马力欧爱吃意式面食和比萨饼，《超級瑪利歐兄弟電影版》裡追加討厭吃蘑菇。此食物爱好起源于美国的马力欧动画片，之后，任天堂也支持了这个主意，在马力欧做梦时画一些意式面食。这也可能受到马力欧设计师宫本茂的影响，因为他也很喜欢意式面食。《马力欧阳光》的开场视频显示马力欧也很喜欢热带海鲜。
马力欧的开朗的性格也可以从他的口音裡反映出来。自从1996年的《超级马力欧64》开始至2022年的《瑪利歐+瘋狂兔子 希望之星》，查爾斯·馬爾蒂內一直是马力欧的主要配音员。在游戏裡，他常用意大利口音说英语，他有时说意大利语，如他嘴里常嘟囔的“Mamma Mia”（意大利语“我的妈呀”）。在其它地方，他也显示有布鲁克林口音。马力欧很少参与长篇会话。他一般用短句回答，如：“Okey dokey!”、“Woohoo!”、“Let's a-go!”、等等。在一些游戏裡，马力欧用蹦跳、槌声、手势来与其它人物交流。在一些游戏裡，如GameCube版的《马力欧网球》，他有普通对话技能。2023年8月，任天堂宣布马尔蒂内不再为马力欧配音，並担任马力欧亲善大使。2023年10月，任天堂宣佈由美國配音員凯文·阿富汗尼成為瑪利歐的新任配音員（同時是路易吉的新任配音員）。

### 职业与业余
马力欧的正式职业是水管工，但除了《马力欧与路易吉RPG》与《马力欧兄弟》以外，剧情裡几乎没有他做工的时候，当然管道一直是游戏裡的一种主要交通工具。动画片有一些他修理管道的场面。在电影裡，马力欧显示出很杰出的管道修理和工具使用技术。
从1990年《马力欧医生》益智游戏开始，马力欧也偶尔的被叙述为一位医生。2001年，马力欧出现于更新的《马力欧医生64》。马力欧医生也出现于GameCube版的《任天堂明星大乱鬥DX》。
他最费时的活动似乎是保护碧姬公主、蘑菇王国和周边王国不让库巴侵略。他的角色扮演游戏的对话显示，因为他的英勇行为，他在蘑菇王国裡的声望很高。比如《马力欧与路易吉RPG》裡，马力欧和路易吉被王国居民称为“超级明星”。
马力欧大部分的收入来自于他的“马力欧玩具公司”的盈利，该公司生产马力欧玩偶。从《瑪利歐vs.大金刚：迷你大行進》开始，该公司开始生产其它人物的玩偶。甚至到了下一代《瑪利歐vs.大金刚 突擊！迷你樂園》開始經營起了遊樂園，而他所生產的玩偶也成為了主力商品。
马力欧系列出版了许多副产品游戏，包括卡丁车、足球、棒球、网球、高尔夫球、篮球、格斗、建筑和舞蹈。在大多游戏裡，不同人物有不同技能、重量、速度、力量、等其它属性。作为主角，马力欧通常是人选中最平衡的人物。
由于多年来十分活跃，而且在游戏中收集了大量金币，马力欧被《福布斯》杂志排名“福布斯虚构形象富豪榜”第15名，身价约十億美元。

### 角色关系
在马力欧首次出场的《大金刚》游戏裡，他的角色已经是马力欧系列典型的遇险少女的救命恩人。那时，他从大金刚身边救了当时女友波琳。波琳很快就被碧姬公主在《超级马力欧兄弟》裡代替了。原名“公主”或“傘菌公主”（Princess Toadstool），她现名“碧姬公主”，是被《超级马力欧64》推广的。但在之後的《超級碧姬公主》中，他與兄弟路易吉也被庫巴所綁架，而變成碧姬公主去拯救他們。波琳又出现于1994年手掌机版的《大金刚》和2006年出版的《马力欧对大金刚2》，但是这时她只被称为“马力欧的朋友”。。在2017年出版的《超級瑪利歐 奧德賽》中，波琳作為紐頓市市長出現在遊戲中，引領玩家進入致敬初代大金剛遊戲的慶典，亦是在超級瑪利歐系列中首次登場。
自从《超级马力欧兄弟》，马力欧多次抢救了碧姬公主，常常得到公主的亲吻。尽管剧情中从未透露他们之间的实际关系，但一般认为他们之间明显有着恋情。
在掌机版的《超级瑪利欧大陆》，马力欧还救了黛西公主。在体育游戏裡，黛西公主常与路易吉做伴。在《任天堂明星大乱鬥DX》裡，黛西公主的奖杯上写着，“从她出现于《马力欧高尔夫》之后，世上有一些闲话把她描述为路易吉的碧姬公主」。在真人影片《超级马力欧兄弟》裡，路易吉和黛西公主是一对浪漫的配偶。
在GameCube游戏《纸片马力欧：RPG》裡，马力欧对女性是很有魅力的。他所有的女配角在游戏中都亲吻了他。连女性敌角当看到他的画像时都说他很帅。
出现于手掌机版的，他是瑪利欧的疯狂和贪财的邪恶版本。虽然他们之间没有确实的关系，在《Nintendo Power》杂志裡他们被称为表兄弟。瓦利奥的举止与马力欧相反。

## 瑪利歐寶寶
瑪利歐寶寶是瑪利歐的嬰兒版本。他於1995年的超级任天堂遊戲《超级马力欧 耀西岛》中首次登場，之後在數個遊戲裡也有亮相。儘管在幾個任天堂體育遊戲中——諸如《马力欧高尔夫64》、《瑪利歐網球64》、《超級瑪利歐體育場》系列和《瑪利歐賽車：雙重衝擊》——與成年的自己同台演出顯的頗為奇怪，但這些被普遍認作與瑪利歐主系列開發關聯（瑪利歐寶寶屬於耀西系列的角色），所以瑪利歐與瑪利歐寶寶在主線劇情裡也不被看成是不同的角色。另一種說法是瑪利歐寶寶們是通過時間旅行而出現，在《瑪利歐與路易吉RPG2》中就是這樣的情况。如成年瑪利歐一樣，瑪利歐寶寶的配音也曾是查爾斯·馬爾蒂內（最後一款馬爾蒂內配音作品是2019年的手機遊戲《瑪利歐賽車巡迴賽》），目前配音員有待公佈。

## 典型游戏

### 《大金剛》
在成为类似于《太空侵略者》的《雷達範圍》开发者之后，宮本茂开发了《大金刚》街机游戏，剧情为一位木匠的女友被大猩猩綁架了。當時被稱爲“Jumpman”的木匠演變成了早期的马力欧，圓形的鼻子、紅色工作褲、藍色襯衫和紅帽子。此設計是基於當時硬件限制，如所允許的16x16像素的人物動畫。鬍鬚比嘴唇容易渲染而且與圓形鼻子比較搭配。彩色的服裝在黑色背景裏很明顯，工作褲也明確的顯示了手臂的動作，鞏固他像素動畫的逼真性。因爲他帶了帽子，動畫師不需要為頭髮畫動作。
宮本茂為他取名“Jumpman”，後來被任天堂美國總裁荒川實改名因爲於任天堂美國房東Mario Segale相像。同時马力欧的職業被改爲水管工而國籍被辨認為意大利。身著顔色也從藍衣紅褲改爲棕衣紅褲，繼而改稱現在的紅衣藍褲。雖然遊戲硬件技術的更新，之後马力欧的偶像般的面貌沒有受很大的變化。

### 《超级马力欧兄弟》系列
《超级马力欧兄弟》裡的马力欧和路易吉居住于蘑菇王国，在此游戏裡，他们必须从库巴身边援救碧姬公主。游戏裡的道具“超级蘑菇”可以让马力欧变成超级马力欧。超级马力欧可以顶破磚塊，而且比正常马力欧大一倍，但是如果被敌人攻擊会还原成正常马力欧。类似于《马力欧兄弟》，此游戏裡的大多敌人可以被马力欧的跳躍技能而打败。加之《马力欧兄弟》裡的技能，超级马力欧可以使用“火之花”，用火之花托付的火焰球技来远程攻击敌人。很多“1UP蘑菇”也被隐匿于此游戏裡，1UP蘑菇增加玩家人物的剩餘數。“无敌星”也与此游戏出现，可以暂时贡给马力欧无敌保护。
之后，马力欧在此在《超级马力欧兄弟》的续篇《超级马力欧兄弟2》、《超级马力欧兄弟USA》和《超级马力欧兄弟3》裡出场。库巴没有在《超级马力欧兄弟USA》露面，此游戏反面人物被“Wart”（マム）扮演。《超级马力欧兄弟3》裡，马力欧和路易吉再次与库巴作对，他们必须保护碧姬公主、蘑菇王国和其邻国。此游戏裡，马力欧可以穿着不同的服装，这些服装提供马力欧特别的技能。
2006年发行的DS版《新超級瑪利歐兄弟》在此延续此系列。瑪利歐要拯救被庫巴Jr.綁架的碧姬公主。原始的道具如超级蘑菇也在此出现，此游戏也新添了一些道具如巨大蘑菇。
2009及2012則分別發行了《新超级马力欧兄弟Wii》、《新超級瑪利歐兄弟 2》及《新超級瑪利歐兄弟 U》，在此作可以最多四人同時遊玩。
2023年發行的《超級瑪利歐兄弟 驚奇》為系列最新作，碧姬公主不再是被綁架的角色，遊戲場地亦不再是磨菇王國，遊戲系統亦大幅更動，如徵章系統、驚奇花、閒聊花等。